# Malthopsis
Malthopsis — рід вудильникоподібних риб родини нетопирових (Ogcocephalidae). Містить 22 види.

## Поширення
Рід поширений в Індійському і Тихому океанах. Єдиний вид, що трапляється в Атлантиці — Malthopsis gnoma.

## Опис
Довжина цих риб становить від 5 до 13,6 см, залежно від виду.

## Види
- Malthopsis annulifera Tanaka (I), 1908
- Malthopsis apis Ho & Last, 2021
- Malthopsis arrietty Ho, 2020
- Malthopsis asperata Ho, Roberts & Shao, 2013[1]
- Malthopsis austrafricana Ho, 2013[2]
- Malthopsis bradburyae Ho, 2013[2]
- Malthopsis bulla Ho & Last, 2021
- Malthopsis formosa Ho & Koeda, 2019
- Malthopsis gigas Ho & Shao, 2010
- Malthopsis gnoma Bradbury, 1998
- Malthopsis jordani Gilbert, 1905
- Malthopsis kobayashii Tanaka (I), 1916
- Malthopsis lutea Alcock, 1891
- Malthopsis mcgroutheri Ho & Last, 2021
- Malthopsis mitrigera Gilbert & Cramer, 1897
- Malthopsis oculata Ho & Last, 2021
- Malthopsis parva Ho, Roberts & Shao, 2013[1]
- Malthopsis provocator Whitley, 1961
- Malthopsis retifera Ho, Prokofiev & Shao, 2009
- Malthopsis tetrabulla Ho & Last, 2021
- Malthopsis tiarella Jordan, 1902
- Malthopsis velutina Ho, 2020